# Flash Party
『フラッシュパーティー』（英：Flash Party）は、XD Inc.が開発した格闘ゲーム。
2022年2月17日にiOS、2023年1月にAndroidとWindowsでリリースされた。
基本的にオンラインマルチプレイが主であり、1対1や2対2、バトルロイヤルなど様々な対戦モードがある。

## 沿革
- 2022年2月17日- iOS版がリリース
- 2023年1月9日-  steam版がリリース
- 2023年1月10日- Android版がリリース版がリリース

## 大会
- 2023年2/25

最初のフラッシュパーティー公式大会Flash Party ULTIMATE STAGEが開催された。
。
- 2023年3月31日

「EVO Japan 2023」にて「Flash Party」が協賛に参加、サイドトーナメントの大会を開催
。
- 2023年3月

「Flash Party Spring Open」の大会を開催。
。
エキシビションマッチにVoid、Zain、Coney、Riddles、eスポーツのプロ選手が参加した。
。